# Ericsson

Vecchio logo

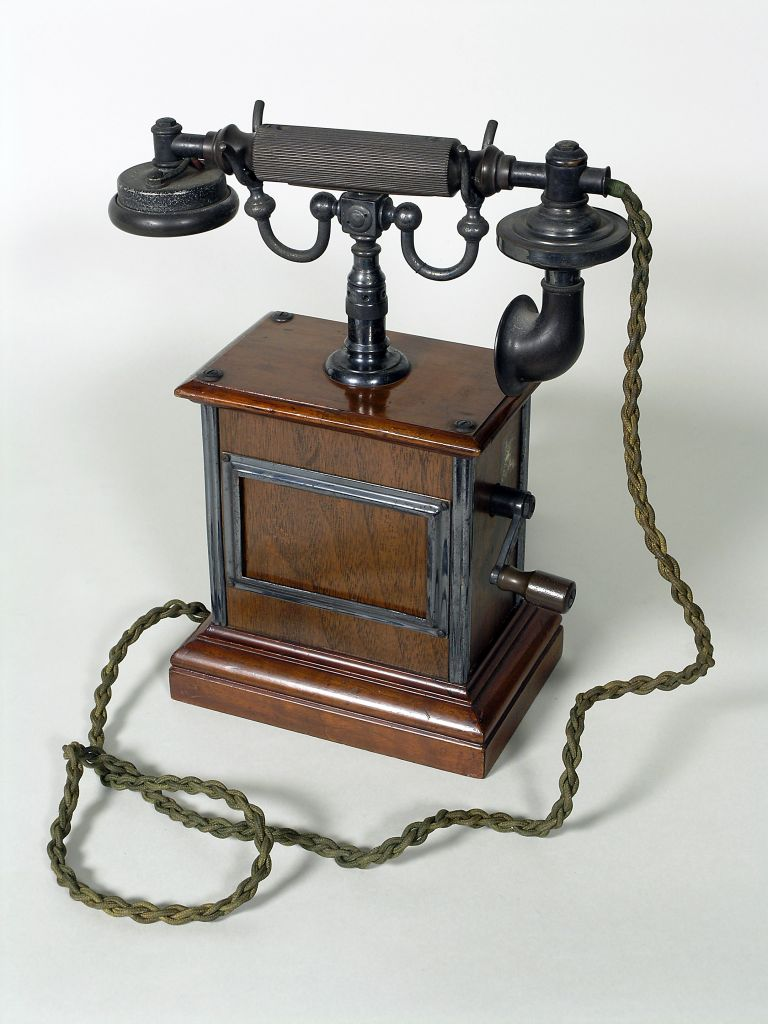
Un antico telefono della Ericsson conservato nel Birmingham Science Museum a Nottingham.

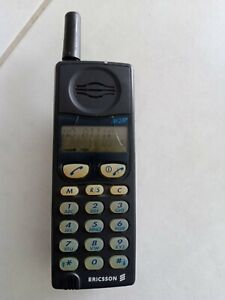
Telefono Cellulare ET237 metà anni '90

Ericsson (Telefonaktiebolaget LM Ericsson) è una multinazionale svedese operante in 180 paesi nella fornitura di tecnologie e servizi di comunicazione, software e infrastrutture in ambito ICT (Information and Communication Technology) a operatori di telecomunicazioni, pubblica amministrazione e altre industrie.
È quotato alla Borsa di Stoccolma e alla Borsa di New York (NASDAQ: ERIC).
È membro dell'Istituto europeo per le norme di telecomunicazione (ETSI).
Ericsson è l'inventore della tecnologia Bluetooth .

## Storia

### Gli inizi
Fondata nel 1876 nel centro di Stoccolma come negozio di riparazione di telegrafi da Lars Magnus Ericsson, un trentenne che ha già lavorato in una azienda di apparecchiature telegrafiche per l'agenzia governativa svedese Telegrafverket. Due anni più tardi inizia, insieme ad un amico, Carl Johan Andersson, a produrre e vendere la propria attrezzatura telefonica: il primo contratto per la fornitura di telefoni e quadri elettrici è con la principale società svedese di telecomunicazione, Stockholms Allmänna Telefonaktiebolag. Sempre quell'anno Ericsson ottiene da un'impresa importatrice di telefoni l'incarico di mettere a punto e migliorare telefoni Bell e Siemens. E lui, che conosceva già quei telefoni dai tempi in cui lavorava presso la Telegrafverket, riesce a progettare uno strumento di qualità superiore da poter essere utilizzato da nuove compagnie telefoniche come Rikstelefon e in grado di fornire un servizio più economico rispetto al Gruppo Bell. E dal momento che Bell non ha brevettato le sue invenzioni in Scandinavia, Ericsson non ha problemi di brevetto o royalty. Alla fine del 1879 inizia a produrre telefoni con un design ricercato diventando uno dei più importanti fornitori di apparecchiature telefoniche in Scandinavia. E dal momento che le sue materie prime sono in gran parte importate, negli anni successivi Ericsson acquisisce un certo numero di aziende per garantirsi le forniture di ottone, filo, ebanite e acciaio magnetico.
Nel 1883 il Gruppo Bell forma in Svezia una società telefonica indipendente chiamata Stockholms Allmänna Telefonaktiebolag e stringe un patto con Ericsson per l'attrezzatura per la sua nuova rete telefonica. Nel 1918 le due società si fondono in Allmänna Telefonaktiebolaget LM Ericsson. 

### Ericsson in Italia
In Italia Ericsson opera dal 1918 con le società FATME e SEI. Roma è sede del quartier generale del Gruppo Ericsson in Italia, 3.000 i dipendenti.